# دكروة هنرية
دكروة هنرية (الاسم العلمي:Dichroa henryi) هي نوع غير مؤكد من النباتات تتبع جنس الدكروة من الفصيلة الهدرانجية.